# 65e méridien est
En géographie, le 65e méridien est est le méridien joignant les points de la surface de la Terre dont la longitude est égale à 65° est.

## Géographie

### Dimensions
Comme tous les autres méridiens, la longueur du 65e méridien correspond à une demi-circonférence terrestre, soit 20 003,932 km. Au niveau de l'équateur, il est distant du méridien de Greenwich de 7 236 km,.
Avec le 115e méridien ouest, il forme un grand cercle passant par les pôles géographiques terrestres.

### Régions traversées
En commençant par le pôle Nord et descendant vers le sud au pôle Sud, Le 65e méridien est passe par:
| Coordonnées          | Pays, territoire ou mer | Notes |
| -------------------- | ----------------------- | --- |
| 90° 00′ N, 65° 00′ E | Océan Arctique          | |
| 81° 10′ N, 65° 00′ E | Russie                  | Île Graham Bell, Terre François-Joseph                                                                      |
| 80° 47′ N, 65° 00′ E | Mer de Barents          | |
| 76° 29′ N, 65° 00′ E | Russie                  | Île Severny, Nouvelle-Zemble                                                                                |
| 75° 47′ N, 65° 00′ E | Mer de Kara             | |
| 69° 15′ N, 65° 00′ E | Russie                  | |
| 54° 24′ N, 65° 00′ E | Kazakhstan              | |
| 43° 45′ N, 65° 00′ E | Ouzbékistan             | |
| 38° 37′ N, 65° 00′ E | Turkménistan            | |
| 37° 13′ N, 65° 00′ E | Afghanistan             | |
| 29° 32′ N, 65° 00′ E | Pakistan                | Baloutchistan                                                                                               |
| 25° 19′ N, 65° 00′ E | Océan Indien            | |
| 60° 00′ S, 65° 00′ E | Océan Austral           | |
| 67° 39′ S, 65° 00′ E | Antarctique             | Territoire Antarctique australien, Revendications territoriales en Antarctique revendiqués par l' Australie |